# Curt Hansen
Curt Hansen (ur. 18 września 1964 w Bov) – duński szachista, arcymistrz od 1985 roku.

## Kariera szachowa
Na arenie międzynarodowej pojawił się w roku 1980, zajmując IV miejsce na mistrzostwach świata juniorów do lat 16, rozegranych w Hawrze. W szybkim czasie awansował do ścisłej światowej czołówki juniorów, co potwierdził zdobywając w roku 1982 w Groningen tytuł mistrza Europy do lat 20. Rok później triumfował w turnieju The North Sea Cup w Esbjergu, a w 1984 roku osiągnął kolejny sukces, zwyciężając w rozegranych w Kiljavie mistrzostwach świata do lat 20. Za to osiągnięcie Międzynarodowa Federacja Szachowa przyznała mu tytuł arcymistrza. W trakcie swojej kariery sześciokrotnie zdobył tytuł indywidualnego mistrza Danii (1983, 1984, 1985, 1994, 1998, 2000) oraz pięciokrotnie (w latach 1984–2000) reprezentował swój kraj na olimpiadach szachowych, na których - zawsze występując na I szachownicy - zdobył 38½ pkt w 62 partiach. Na swoim koncie ma również zwycięstwa w ponad 20 międzynarodowych turniejach. W roku 1991 po raz pierwszy osiągnął poziom 2600 punktów rankingowych, zaś w latach 1992–2003 bez przerwy zajmował pierwsze miejsce wśród duńskich szachistów klasyfikowanych na listach rankingowych FIDE. W lipcu 1992 roku osiągnął swój rekordowy ranking (2635), co wówczas dawało mu 14. miejsce na świecie. Był to drugi w historii najlepszy wynik duńskiego szachisty (wyżej klasyfikowany był tylko Bent Larsen, który w drugiej połowie lat 80. XX wieku notowany był w pierwszej dziesiątce na świecie). W roku 2003 podzielił I miejsce w silnie obsadzonych turniejach w Aarhus (wraz z Jewgienijem Agrestem) oraz Samba Cup w Skanderborgu (wraz z Darmenem Sadwakasowem, Nigelem Shortem oraz Peterem Heine Nielsenem), natomiast rok później triumfował (wraz z Peterem Heine Nielsenem) w Malmö (turniej Sigeman & Co).
Na co dzień prowadzi szachową kolumnę w największym duńskim dzienniku "Jyllands-Posten". Oprócz arcymistrzowskiego tytułu w grze praktycznej, posiada również tytuł arcymistrza w szachach korespondencyjnych.